# Gaswerk (Winterthur)

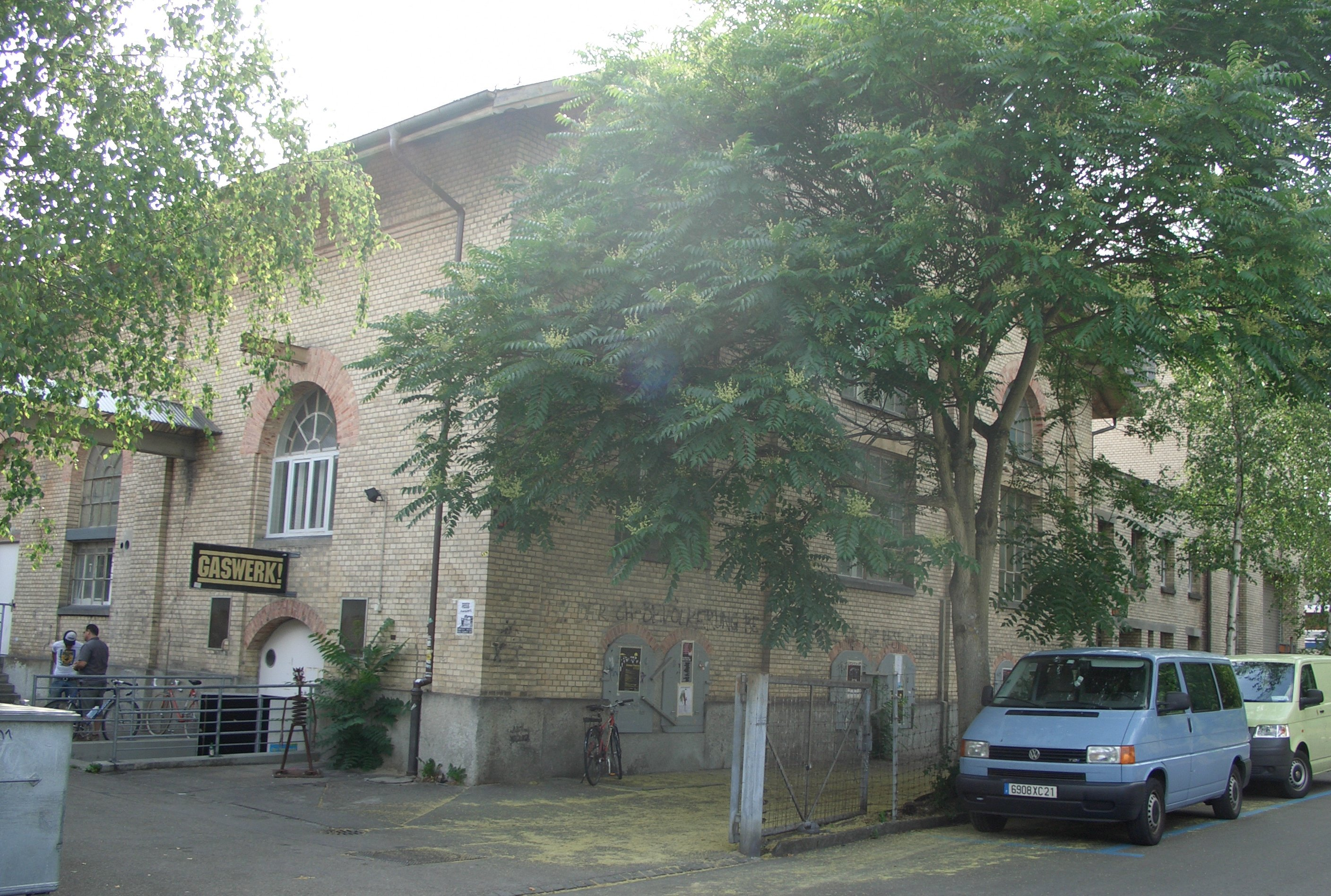
Aussenansicht des Gaswerk

Das Gaswerk ist ein 1996 gegründetes Kulturzentrum in Winterthur-Töss (Schweiz). Heute finden dort zwei- bis viermal in der Woche Konzerte statt, meistens aus «alternativen» Musiksparten wie Punk, Ska, Hardrock, Indie-Pop usw. Es finden jedoch auch andere Veranstaltungen wie etwa Vernissagen oder die Lichtspieltage statt. Im Gaswerk ist ausserdem das Reprisenkino Nische untergebracht, welches jeden Sonntag Independent-Filme zeigt, darunter auch weniger bekannte Titel.

## Gaswerk
1996 sucht man in Winterthur wegen der kulturellen Einöde nach Orten für alternative Kulturzentren. Dies macht dazumal auch die Jugendlobby «Kaktus», die 1995 den Ratssaal besetzt und dort eine Ombudsstelle für Kinder und Jugendliche, die Einrichtung eines Jugendparlaments und ein alternatives Jugendzentrum fordert. 1996 erhält die Jugendlobby von der Stadt mit dem Gaswerk das noch als Lagerhalle genutzte alte Unterwerk zur Verfügung gestellt, das diese von der Stadt anmietet.
Für die Eröffnungsparty wird das Hamburger Kollektiv Camp Imperial verpflichtet. Wegen zu hohen Zielen nach der Gründung, die im Gaswerk nicht nur ein Konzertlokal sehen, sondern auch weitere Rahmennutzungen wie Restaurant, Theater oder Kinderkrippe vorsehen und einem Finanzloch, das bereits bei der Eröffnungsparty entstand, kommt es bereits nach zwei Monaten zu einer ersten Zäsur; und die Gründercrew verlässt das Gaswerk. Unter einer neuen Führung müssen dann neben einem finanziellen Loch in der Kasse von den Anwohnern verlangte Lärmsanierungen umgesetzt und feuerpolizeiliche Auflagen erfüllt werden. Das Gaswerk kann dies jedoch bewältigen und neben dem Konzertlokal, Ateliers und Proberäumen wird das Kino Nische im Gaswerk realisiert. Das Kino Nische ist dann 1997 auch einer der Mitinitiatoren der Internationalen Kurzfilmtage.
2001 wird das Kulturzentrum erneut in seiner Existenz angegriffen, als die SVP 2001 gegen den städtischen Betriebskredit von 60'000 Fr. jährlich und einen Investitionskredit von 200'000 Fr. fürs Gaswerk opponiert. Über 60 Prozent der Winterthurer Stimmbevölkerung stimmt damals für das Kulturzentrum.
Seit 2004 spannt das Gaswerk mit dem Kraftfeld, Salzhaus und dem Albani im Verein LiveMusikKultur zusammen, der zur Verteilung der städtischen Subventionsgelder gegründet wurde – nachdem die Stadt zuvor nur an das Gaswerk und das Salzhaus direkt Subventionsgelder ausgezahlt hatte.
Heute wird das Kulturzentrum von dem Verein «Gaswerk Kulturzentrum» verwaltet und betrieben. Die Leitung des Vereins, die aus einem achtköpfigen Vorstand besteht, ist für Verwaltungsaufgaben aller Art zuständig. Zudem arbeiten rund 100 freiwillige Helfer mit. Die ganze Anlage wird, bis auf einen Sekretär mit einem 30 %-Pensum, vollständig ehrenamtlich betrieben. Es ist auch möglich das Gaswerk zu mieten, sei es nun das gesamte Gebäude oder nur einen Teil der Anlage.
Im Gaswerk finden im Februar zudem die Lichtspieltage Winterthur statt.

## Räumlichkeiten
- Saal: Er ist der grösste Raum und fasst rund 700 Personen und ist mit einer Bühne ausgerüstet.
- Foyer: Das Foyer fasst 200 Personen und ist auch mit einer Bühne ausgestattet.
- Nische: Hier drin befindet sich das Kino Nische.
- Tangoraum: Ein Tanzsaal
- Theateratelier
- Küche
- geräumiger Backstage-Bereich

## Kino Nische
Das Sofakino mit Bar entsteht quasi mit der Gründung zusammen im August 1996. Zuerst werden bis 1998 16-mm-Filme gezeigt, seit 1998 gibt es einen 35-mm-Projektor. Seitdem finden auch jeden Sonntag Vorführungen statt. Da das Kino keine direkten Subventionen von der Stadt erhält, kann es sich nur knapp über Wasser halten, seine Mitarbeiter arbeiten ehrenamtlich. Das Kino ist Mitglied bei CineLibré, in dem nichtkommerzielle, kommunale Kinos in der Schweiz organisiert sind.
Das Kino Nische war zusammen mit dem Filmfoyer Winterthur der Hauptinitiant für die ersten Kurzfilmtage in Winterthur.